# Porta (Cerdanya)
Porta és una comuna de la Catalunya del Nord, a la comarca de l'Alta Cerdanya. Administrativament, pertany a l'Estat francès. Forma part de la subcomarca de la Vall del Querol.
El terme comunal comprèn, a més del vilatge de Porta, els de Cortvassill i de Querol.
La duana francoandorrana del Pas de la Casa es troba en terrenys d'aquest municipi, en l'extrem nord-occidental.
El malnom dels habitants de Porta és els carabussos.

## Etimologia
Segons Joan Coromines, Porta i Portè són dos topònims derivats de la mateixa arrel: el mot porta, en el sentit d'entrada, com és la seva realitat geogràfica. Es tracta, així doncs, de dos topònims romànics de caràcter descriptiu.

## Geografia

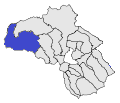
Porta a l'Alta Cerdanya

### Localització i característiques generals
El terme comunal de Porta, de 651.900 hectàrees d'extensió, el segon més extens de la comarca i el tercer de la Catalunya del Nord, és al sud de l'extrem occidental de la comarca, al límit amb Andorra i la Baixa Cerdanya.
L'extens terme de Porta està format principalment per la vall del Querol, que travessa de nord a sud l'extrem oriental del terme, la vall de la Ribera de Campcardós, afluent de l'anterior, ampla vall d'alta muntanya, i, a l'extrem nord-oest del terme un apèndix format pel vessant septentrional del Pic dels Pedrons, que és la riba dreta de la vall alta de l'Arieja, on es troba el pas fronterer i població del Pas de la Casa. Aquest apèndix dibuixa en el mapa una banya en direcció nord de l'extrem nord-oest del terme de Porta.
El terç oriental del terme de Porta és la vall del Querol; és on hi ha tot el poblament del terme, ja que al Pas de la Casa, en terme de Porta, no hi ha hàbitat permanent: tot és en territori andorrà. El pas del Querol per aquest terme està emmarcat per muntanyes d'entre 2.100 i 2.500 metres d'altitud: de nord a sud, de l'extrem nord de les Gorges de la Fou, a 1.589 m alt, en direcció sud-est cap al Punxonet, de 2.357,7, després cap a l'est fins al Punxó, de 2.280,1, tot seguit cap al sud-est fins al Gros Roc, a 2.373,5, on gira cap a l'oest, fins al Pic de Comau, de 2.335,1, altre cop cap a migdia cap al Roc i les Esquerdes de Comau, vers els 2.200, i fins al Serrat del Freser, on hi ha el termenal entre Porta, Enveig i la Tor de Querol, a 2.084,2 m alt. Aquí es tanca el termenal de llevant de la vall, des d'on davalla pel torrent de la Coma Vella cap a la llera del Querol, que travessa a 1.333,2 m alt. El termenal de la comuna segueix un tram de riu aigua avall, en direcció sud, durant 350 metres, i tot seguit s'enfila de dret cap al sud-est, fent un arc cap al sud al començament, fins que arriba a la carena, a 1.806,1 m alt.
En aquest punt comença, cap al nord, el límit de ponent de la vall del Querol. Així, s'adreça a la Serra de la Tosa, a 2.105,3 m alt, on hi ha el triterme entre Porta, la Tor de Querol i Guils de Cerdanya. Tot seguit, puja cap al nord-oest fins al Pic de la Tosa, de 2.382,8 m alt, on comença el Pla de la Tosa, o de la Vila, a uns 2.460, en el qual hi ha una gran zona lacustre on, eventualment, es forma un estany de força extensió. El límit de la vall del Querol continua cap al nord, fins a la Baga de Santau, a 2.200, i després baixa cap a la llera de la Ribera de Campcardós, que travessa a 1.677, i s'enfila cap al nord fins als 2.500, i va a cercar els Orriets, cap a 2.670/2.680, el Pic de Fontfreda, de 2.736,4 m alt, i les Basses de Fontfreda, o la vall del Querol retroba el límit, nord, del terme comunal. Des d'aquest lloc el termenal baixa de dret per una carena fins a la boca meridional del Túnel de Pimorent, des d'on el termenal segueix un tram cap al nord el riu Querol fins a les Gorges de la Fou.
A part de diversos torrents de muntanya, quasi tota la resta del terme de Porta és la vall de la Ribera de Campcardós, que discorre de ponent a llevant. És també una vall emmarcada per muntanyes de força altitud. El límit sud de la vall, d'est a oest, parteix del Pic de la Tosa, de 2.382,8 m alt, des d'on s'adreça a Roc Colom, de 2.411,3, el vessant nord-est del Puig Farinoles, el Puig Pedrós de la Tosa, de 2.689,6, el Puig de Campcardós, o Puig Pedrós, de 2.913,4, que és el punt més elevat de la comuna de Porta i és el lloc on es troben els termes de Porta, Guils de Cerdanya, Ger i Meranges. Tot seguit el termenal, que és ple de irregularitats, en alguns trams fent dents de serra, va cap a la Portella Blanca de Meranges, a 2.634 m alt, el Pic d'Engorgs, de 2.792,3, i el Pic de Calm Colomer, o Tosseta de l'Esquella, de 2.868,2, on es troben els termes de Porta, Meranges i Lles.
En aquest cim comença el límit occidental de la vall de la Ribera de Campcardós i, alhora, del terme de Porta i de l'Alta Cerdanya. El termenal deriva cap al nord, seguint la Serra de l'Esquella, cap al Pic de la Portella, de 2.593,5 m alt, on es troben els termes de Porta i Lles amb el terme de la parròquia andorrana d'Encamp, cosa que fa que aquest punt sigui tritermenal alhora de municipis, comarques i estats. El termenal, ara amb Encamp, continua cap al nord per la Portella Blanca d'Andorra, a 2.514,8 m alt, el Pic Negre d'Envalira, de 2.820,1, lloc on es tanca pel nord-oest la vall de la Ribera de Campcardós. Aquesta vall està tancada pel costat nord per una carena que ja no és el terme de la comuna de Porta, cap al Coll dels Isards, a 2.652,5, l'Esquella, a 2.545, la Portella de les Valletes, a 2.794, el Pic de les Valletes, que ja torna a formar part del termenal nord de Porta, ara amb Portè, el Pic de l'Estanyol, de 2.586, des d'on davalla cap a les Basses de Fontfreda.
A l'extrem nord-oest hi ha el massís del Pic dels Pedrons, partió de les conques del Segre i de l'Arieja, que comença, en el seu extrem sud-oest, al nord del Pic Negre d'Envalira, travessa poc després pel bell mig l'Estany de Font Negra, a 2.258,6, des d'on davalla cap al nord seguint l'Arieja per les Valletes fins al Pas de la Casa i, seguint l'Arieja en un arc que va girant cap al nord-est, fins al límit nord-oest del terme de Porta, on es troben els termes de Porta, Portè i Encamp. Des d'aquest punt, situat a 1.669,3 m alt, el termenal entre Porta i Portè s'adreça al sud seguint el curs del Rec del Baladrar, afluent de l'Arieja, que passa a ponent de les antigues Mines de Pimorent, i arriba fins a la Coma dels Pedrons, a 2.200 m alt. Després, sempre cap al sud, passa pel costat oriental de l'Estany dels Pedrons, a 2.350, i el Solà dels Pedrons, al sud del qual arriba al termenal abans descrit. Cal dir que en tot aquest tram, els límits d'aquest sector del terme de Porta són els de la comuna de Porta.
El punt més elevat del terme de Porta és el Puig de Campcardós, o Puig Pedrós, de 2.913,4 i l'indret d'altitud més baixa és la llera del Querol, just a la sortida del terme al sud-est de Cortvassill, a 1.322,5 m alt. El poble de Porta és a 1.516,9, el de Querol a 1.373, el de Cortvassill, a 1.356, i el Pas de la Casa, a 2.083,5.
Termes municipals limítrofs:
|                                  | Portè             |                  |
| Encamp (Andorra)                 |                   | Enveig           |
| Lles / Meranges (Baixa Cerdanya) | Guils de Cerdanya | La Tor de Querol |

.

### El poble de Porta

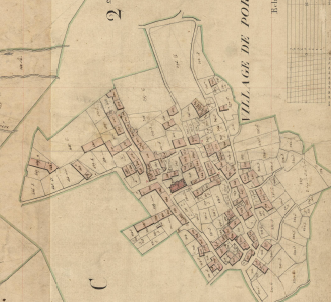
Porta en el Cadastre Napoleònic del 1812 (Arxius Departamentals dels Pirineus Orientals, ADPO)

El poble de Porta es troba prop de l'extrem nord-est del seu terme, a l'esquerra del riu de Querol, al sud del Pla Bau, on hi ha la boca sud del Túnel de Pimorent. És en un eixamplament de la vall enmig de dos congosts: al nord, les Gorges de la Fou i al sud, el Salt de Querol.
És un poble bastant agrupat, distribuït en poc més d'una mitja dotzena de carrers, al voltant de l'església parroquial de Sant Joan Baptista, que antigament tenia el cementiri al costat de migdia. Actualment el cementiri nou és a l'extrem sud del poble, lleugerament allunyat. Dins del poble, al peu de la carretera general i a ran de la Casa del Comú, hi ha també la capella de Sant Eloi.
Lluny del poble, al nord-oest, ran de les boques sud tant del Túnel de Pimorent com del Túnel ferroviari de Pimorent, es troba l'Estació de Porta, amb accés des de la carretera N - 20.

### Querol

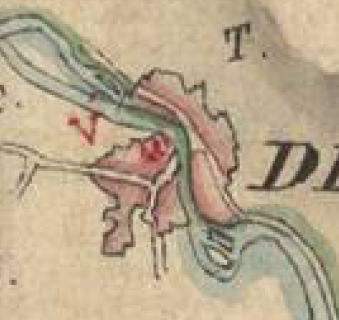
El poble de Querol en el Cadastre Napoleònic del 1812 (ADPO)

El poble de Querol és a prop de l'extrem sud-est del terme de Porta, a prop al nord de Cortvassill i a la dreta del Querol, tot i que en els mapes del Cadastre napoleònic del 1812, el poble apareix migpartit pel riu (de les edificacions de l'esquerra del riu, en queden algunes restes). El poble s'estén al sud i a l'est del turó on es troben les restes del Castell de Querol, i en l'actualitat no té església pròpia, tot i que en el seu moment feia aquesta funció la capella del castell, actualment desapareguda.
Es tracta d'una de les poblacions més antigues de la Vall de Querol, de la qual exercí el domini a través del Castell de Querol. Tanmateix, des del punt de vista eclesiàstic Querol depenia de Sant Marçal de Cortvassill, tot i que en el castell hi havia hagut capella.

### Cortvassill

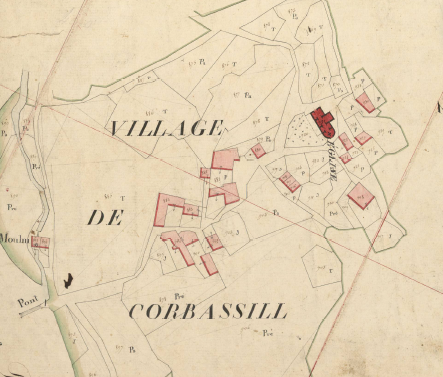
Cortvassill en el Cadastre Napoleònic del 1812 (ADPO)

El poble de Cortvassill és a l'extrem sud-est del terme de Porta, a prop al sud de Querol i a l'esquerra del Riu de Querol. És un poble petit, pràcticament amb un sol carrer i algunes cases aïllades a l'entorn. Aquest únic carrer és en un coster lleuger, que en uns 25 metres de desnivell puja des de la carretera a l'església, que fou parroquial, de Sant Marçal (antigament, de Sant Quintí). En el poble hi ha també la capella de la Mare de Déu del Carme.

### El Pas de la Casa

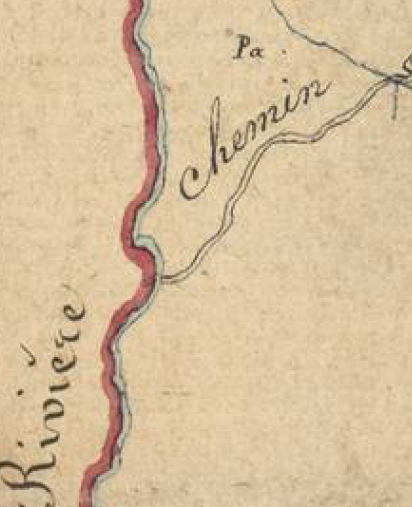
El Pas de la Casa en el Cadastre Napoleònic del 1812 (ADPO)

Situat a l'extrem nord-occidental del terme de Porta, el nucli del Pas de la Casa es troba íntegrament dins del terme parroquial andorrà d'Encamp, però vorejant tot ell pel costat de llevant el terme de Porta. Pertanyen a Porta només mitja dotzena d'edificis duaners, així com el giratori de la sortida est del Túnel d'Envalira i la carretera N - 22.
Situat en el vessant de l'Arieja, hi ha hagut moviments per incorporar la població a la comuna de Porta o bé a la de L'Ospitalet, així com tot el territori a llevant del Port d'Envalira. Sense cap mena de consentiment andorrà, les propostes no han avançat. També existeix un projecte de túnel per tal d'unir el Pas de la Casa directament amb Porta a través d'un metro subterrani, per tal d'evitar el pas de carretera pel Coll de Pimorent, un trsm de carretera tortuós i difícil, sobretot a l'hivern. El projecte és d'iniciativa de la Cambra de Comerç andorrana, amb el suport entusiasta del consistori de Porta.
Finalment, el 2012 van ser segregades unes 30 hectàrees del terme de Porta per ser agregades al terme parroquial d'Encamp, d'Andorra. Es tracta d'uns trams relacionats amb el Pas de la Casa i el Túnel d'Envalira, així com de determinats indrets de la carena axial pirinenca. La postura dels membres del comú de Porta hi ha estat del tot desfavorables.

### Fites frontereres
El terme de Porta té tretze fites frontereres (la numeració va d'oest a est): les que porten els números 427 a 438 (inclosa la 437 I).
- La 427, termenal amb Lles de Cerdanya i alhora amb Andorra, és una fita quadrangular grossa amb el número gravat i pintat de color negre. És al costat nord del camí, a la Portella Blanca d'Andorra, o Coll d'Engaït, a 2.524 metres d'altitud. Les seves coordenades UTM són Fus 31, X = 395306 Y = 4706601.

- La 428, termenal amb Meranges, és una fita quadrangular grossa i alta, amb la pedra bastant desgastada, amb el número gravat i pintat de negre. És a la Portella Blanca de Meranges, o d'en Gurts, a 2.637 metres d'altitud, a uns 3.500 metres al sud-est de l'anterior, seguint la carena axial dels Pirineus, que en aquest tram dibuixen un angle recte, primer de nord a sud i després d'oest a est. Les seves coordenades UTM són Fus 31, X = 397373 Y=4705208.

- La 429, termenal amb Guils de Cerdanya, és a Font Bevedor, en el punt de trobada de dos petits cursos d'aigua de muntanya, a uns 2.500 metres de distància a l'est de l'anterior. Són dues fites diferents, segons el costat de la frontera. La del nord és una fita grossa, inclinada, mentre que la sud és una creu gravada amb el número dessota, sense pintar, en un requadre damunt d'una pedra natural horitzontal a ran de terra que mira cap a l'est. És a 2.693 metres d'altitud. Les seves coordenades UTM són Fus 31, X = 399569 Y=4704488.

- La 430, també termenal amb Guils de Cerdanya, és al Puig Pedrós de la Tosa, a 2.697 m alt a l'est de l'anterior. És a uns 1.000 metres de l'anterior. Es tracta, com a la fita anterior, d'una creu gravada, amb el número a sota, sense pitar els dos elements, a la gran pedra plana que forma el cim de la muntanya. Les seves coordenades UTM són Fus 31, X = 400721 Y=4704390.

- La 431, igualment amb Guils de Cerdanya, és a l'extrem nord del Pla dels Empedrats, o Puig Farinoles, damunt del Bac de Malforat, a 2.599 m alt, a 500 metres de distància al nord-est de l'anterior. És una fita grossa, alta, amb el número gravat i sense pintar, sense creu. Les seves coordenades UTM són Fus 31, X = 401745 Y = 4704924.

- La 432, igualment amb Guils de Cerdanya, és a Roc Colom, a 2.482 m alt, a 800 metres de distància al sud-est de l'anterior. És una creu dins d'un requadre gravat verticalment en el mateix Roc Colom, tot sense pintar i situat a la cara nord de la roca. Les seves coordenades UTM són Fus 31, X = 402761 Y = 4704099.

- La 433, també termenal amb Guils de Cerdanya, és a 270 metres al nord-est de l'anterior, a 2.390 m alt. Es troba a les Molleres de Roc Colom. És una fita de pedra de base quadrangular, grossa, amb el número sense pintar gravat en una de les seves cares. És una fita grossa, alta, inclinada sobre el pla del sòl, amb el número gravat i sense pintar, sense creu. Les seves coordenades UTM són Fus 31, X = 402977 Y = 4704252.

- La 434, termenal amb Guils de Cerdanya, és al Pla de l'Home Mort, al Pic de la Tosa, a 2.387 m alt, a 405 metres al nord-est de la 433. És una fita grossa, alta, vertical, amb el número gravat i sense pintar, sense creu. Les seves coordenades UTM són Fus 31, X = 403310 Y = 4704480.

- La 435, igualment amb Guils de Cerdanya, és al Roc de l'Àliga, a 360 metres al sud-est de l'anterior, a 2.307 m alt. És a la Serra de la Tosa, contrafort sud-oriental del Pic de la Tosa. És una creu amb el número a sota, sense pintar, gravades dins d'un requadre a la part alta de la paret vertical oriental del Roc de l'Àliga. Les seves coordenades UTM són Fus 31, X = 403545 Y = 4704200.

- La 436, encara amb Guils de Cerdanya, és al Roc del Talaiador, a la mateixa Serra de la Tosa. És a 2.223 m alt, a 300 metres al sud-est de la 435. Es tracta d'una creu gravada verticalment a la cara est del roc. Les seves coordenades UTM són Fus 31, X = 403863 Y = 4704079.

- La 437, igualment a la Serra de la Tosa i termenal amb Guils de Cerdanya, és a 410 metres de distància cap al sud-est, a 2.113 m alt. És una creu gravada a la cara superior d'una gran roca inclinada sobre el pla del sòl. Les seves coordenades UTM són Fus 31, X = 404209 Y = 4703996.

- La 437 I, igualment a la Serra de la Tosa i termenal amb Guils de Cerdanya, és a 112 metres de distància cap al sud-est, a 2.072 m alt. És una creu gravada a la cara superior d'una gran roca blanca, molt fàcil de distingir, inclinada sobre el pla del sòl. La creu té el número dessota, gravats i sense pintar. Les seves coordenades UTM són Fus 31, X = 404263 Y = 4703894.

- Finalment, la 438, al capdavall de la Serra de la Tosa, a 1.906 m alt, és a 380 metres al sud-est de la 437 I, a 70 metres de la confluència dels dos torrents que formen el Rec de Tarterès. Es troba a la cara sud-est d'una roca piramidal triangular, que marca el termenal dels termes de Porta, la Tor de Querol i Guils de Cerdanya. És una creu gravada, sense pintar, en una roca poc destacada horitzontalment, a la riba mateixa del torrent esmentat. Les seves coordenades UTM són Fus 31, X = 404553 Y = 4703651.

## Transports i comunicacions

### Carreteres
En el terme comunal de Porta es poden trobar dues carreteres, una d'elles correspon al traçat antic i l'altre al nou, de la mateixa carretera: la N - 20 (La Guingueta d'Ix - París), que una mica al nord del poble de Porta es fica dins del Túnel de Pimorent per sortir-ne ran del poble occità de l'Ospitalet. Del costat mateix de la boca sud d'aquest túnel arrenca cap al nord-est la carretera N - 320, que dobla l'anterior en alguns trams. En aquest cas, s'adreça a Portè i al Coll de Pimorent, per anar a raure igualment a l'Ospitalet.

### Ferrocarril
En el terme comunal de Porta hi ha l'estació ferroviària de Portè, dins de la línia de Tolosa - Matabiau a la Tor de Querol, per Foix i Acs. Aquesta línia de ferrocarril entra pel nord del terme travessant el túnel procedent de l'Ospitalet que travessa la zona de Pimorent, i discorre paral·lela al Riu Querol fins a la seva sortida al sud del terme cap a la Tor de Querol.

### Transport públic col·lectiu
Porta disposa de la línia 260, que uneix Perpinyà amb la Cerdanya passant per Prada, fins on és directa des de la capital del Rosselló, Rià, Vilafranca de Conflent, Serdinyà, Oleta, Toès, Fontpedrosa, Fetges, Montlluís, Bolquera, Font-romeu, Èguet, Targasona, Angostrina, Vilanova de les Escaldes, Ur, Enveig, la Tor de Querol, la Cabanassa, Sallagosa, Er, Naüja, Oceja, la Guingueta d'Ix, Ur (fent un bucle a l'Alta Cerdanya), Enveig, la Tor de Querol, Porta i Portè. Aquesta línia circula de dilluns a dissabte amb quatre serveis diaris en direcció a la Cerdanya i cinc en direcció a Perpinyà, més un servei diari extra divendres i dissabte i tres serveis en cada direcció el diumenge.

## Activitats econòmiques
Les activitats tradicionals de Porta, Querol i Cortvassill estaven relacionades amb els recursos naturals de la vall: ramaderia, agricultura i explotació del bosc. Quasi tota la superfície dedicada a l'agricultura ho és a prats i farratges (més de 100 de 120 hectàrees), i tan sols menys de 5 ha es dediquen d'una banda a cereals, i de l'altra a hortalisses. Hi ha força ramaderia (una cinquantena de caps de bestiar boví i un parell de centenars d'oví). La Tor de Querol sol ser el destí del tractament posterior d'aquest bestiar.
D'altra banda, Porta a penes ha desenvolupat el sector del turisme, cosa que sí que ha fet, per exemple, Portè, a través de les activitats d'esquí.

## Història
Fins a la Revolució Francesa, Porta pertanyia a la Vall de Querol. Per tant, tota la Història Medieval, així com la Moderna, està explicada dins de l'article dedicat al conjunt de la vall.

### Edat contemporània
La comuna de Porta es formà a ran de la remodelació de l'administració local derivada del nou règim implantat a conseqüència de la Revolució Francesa. Fou de les comunes més tardanament creades: l'any 1837. En un primer moment comprenia també el terme de Portè, que se n'independitzà el 1860.

## Demografia

### Demografia antiga
La població està expressada en nombre de focs (f) o d'habitants (h)
| 16 f | 10 f | 73 f | 40 f |

(Fonts: Pélissier, 1986.)
Notes:
- 1378: 8 f per a Porta, 5 f per a Cortvassill i 3 f per a Pedronet;
- 1515: 2 f per a Porta i 8 f per a Querol;
- 1709: per a Querol;
- 1774: Porta, annex de Carols;
- 1789: Porta és comptada dins de la Tor de Querol.

### Demografia contemporània
| Evolució de la població |       |      |      |      |      |      |      |      |
| 1841                    | 1846  | 1851 | 1856 | 1861 | 1866 | 1872 | 1876 | 1881 |
| 939                     | 1.008 | 988  | 978  | 548  | 563  | 429  | 404  | 391  |

| 1886 | 1891 | 1896 | 1901 | 1906 | 1911 | 1921 | 1926 | 1931 |
| ---- | ---- | ---- | ---- | ---- | ---- | ---- | ---- | ---- |
| 399  | 391  | 393  | 402  | 375  | 463  | 287  | 227  | 204  |

| 1936 | 1946 | 1954 | 1962 | 1968 | 1975 | 1982 | 1990 | 1999 |
| ---- | ---- | ---- | ---- | ---- | ---- | ---- | ---- | ---- |
| 167  | 148  | 144  | 125  | 96   | 79   | 91   | 71   | 98   |

| 2006 | 2007 | 2008 | 2013 | 2016 |
| ---- | ---- | ---- | ---- | ---- |
| 130  | 135  | 139  | 124  | 117  |

Fonts: Ldh/EHESS/Cassini fins al 1999, després INSEE a partir deL 2004

### Evolució de la població

Població 1962-2008

## Administració i Política

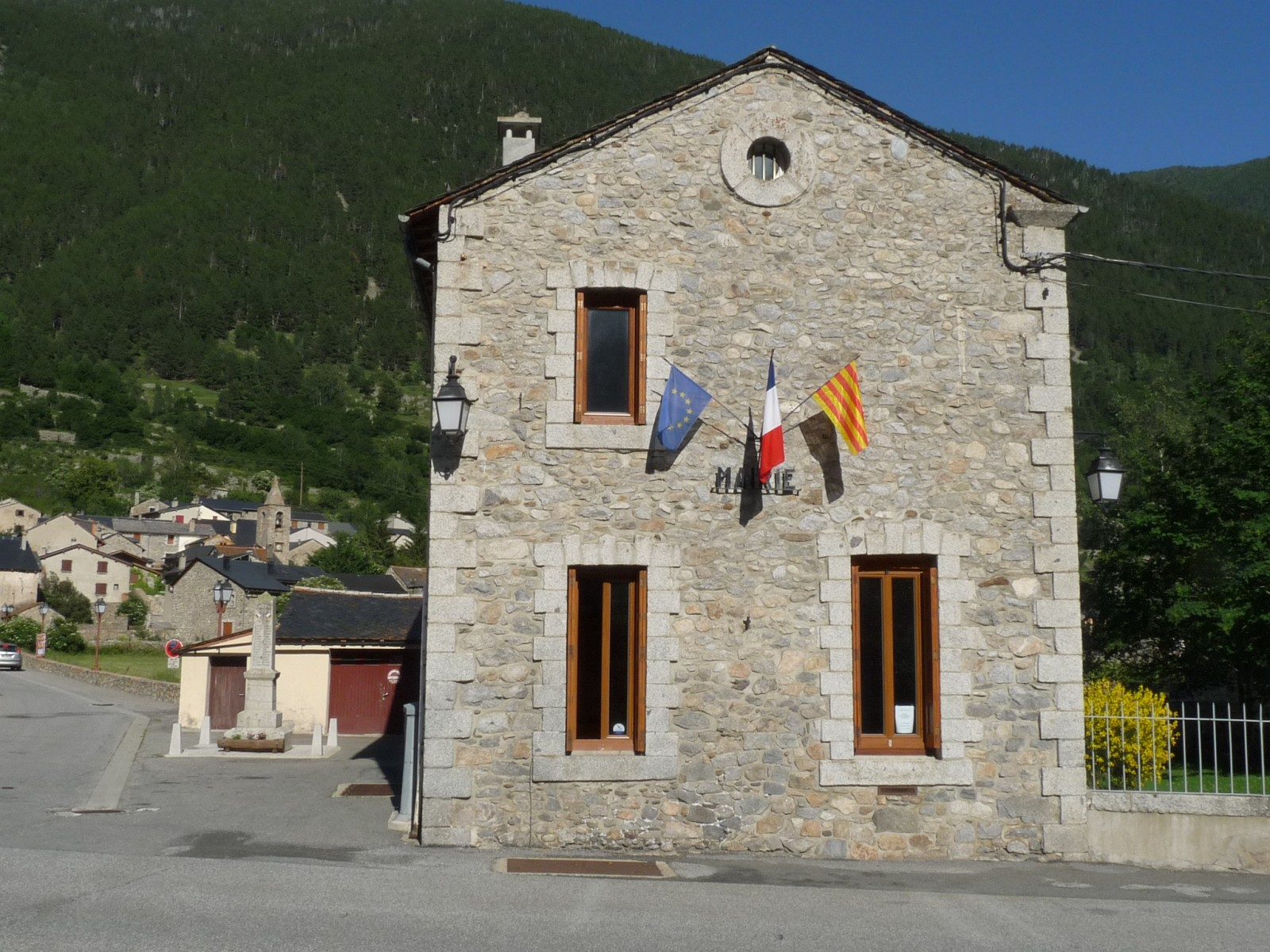
La Casa del Comú de Porta

### Batlles
| Alcalde         | Període                       |
| --------------- | ----------------------------- |
| Francis Marty   | Març del 2001 - Març del 2008 |
| Susanne Delieux | Març del 2008 - Març del 2014 |
| Marius Hugon    | Març del 2014 - Moment actual |

### Legislatura 2014 - 2020

#### Batlle
- Marius Hugon, batlle.

#### Adjunts al batlle[13]
- 1r: Claude Jaillard
- 2a: Marie-Annik Brière.

#### Consellers municipals
- Sylvie Arreou
- Liliane Calbet Rey
- Clément Chevillon
- Suzanne Delieux
- Christian Frutozo
- Noémie Martin - Bullier
- Yvon Porta
- Jeannine Ribo.

### Adscripció cantonal
Des de les eleccions cantonals del 2015, Porta forma part del Cantó dels Pirineus Catalans.

### Serveis comunals mancomunats
Porta pertany a la Comunitat de comunes Pirineus Cerdanya, amb capitalitat a Sallagosa, juntament amb Angostrina i Vilanova de les Escaldes, Dorres, Enveig, Èguet, Er, Estavar, la Guingueta d'Ix, Llo, Naüja, Oceja, Palau de Cerdanya, Portè, Sallagosa, Santa Llocaia, Targasona, La Tor de Querol, Ur i Vallcebollera.

## Ensenyament i Cultura
En el poble de Porta ja no hi ha escola pública, de cap nivell. A més, l'edifici de l'antiga escola acull avui dia les dependències municipals. L'escola maternal pública més propera és la de l'Ospitalet, i les elementals públiques, les de Portè i la Tor de Querol. Pel que fa a la secundària, els col·legis més propers són, com en el cas de totes les poblacions de l'Alta Cerdanya, el col·legi de secundària Cerdanya, de la Guingueta d'Ix, el d'Oceja, La Perla Cerdana, o el de Font-romeu, Odelló i Vià, El Bosc. El batxillerat, a la branca tècnica, en el liceu agrícola del Mas Blanc, privat, situat a la Guingueta d'Ix, on es pot estudiar el batxillerat professional de serveis a les persones i al territori. També a La Perla Cerdana, d'Oceja, o en el Liceu Climàtic i Esportiu Pierre de Coubertin, de Font-romeu.

## Persones il·lustres
- Antoni Olibà (1534-1604), advocat i doctor en lleis.